# Platyoposaurus
Il platioposauro (gen. Platyoposaurus) è un anfibio estinto, appartenente ai temnospondili. Visse nel Permiano superiore (circa 272 - 265 milioni di anni fa) e i suoi resti fossili sono stati ritrovati in Russia.

## Descrizione
Questo animale possedeva un cranio dal muso estremamente allungato e sottile, simile a quello del gaviale del Gange. Solitamente era lungo una trentina di centimetri, e si suppone che l'animale intero potesse arrivare a 2,5 metri di lunghezza. Il cranio era allargato posteriormente, poi si restringeva in una sorta di lungo tubo, fino a terminare in una struttura espansa (rosetta), dotata di lunghi denti appuntiti.
Il corpo era insolitamente corto, soprattutto in relazione a quello di altre forme simili (come Archegosaurus). La coda era alta e appiattita lateralmente, mentre le zampe erano corte.  

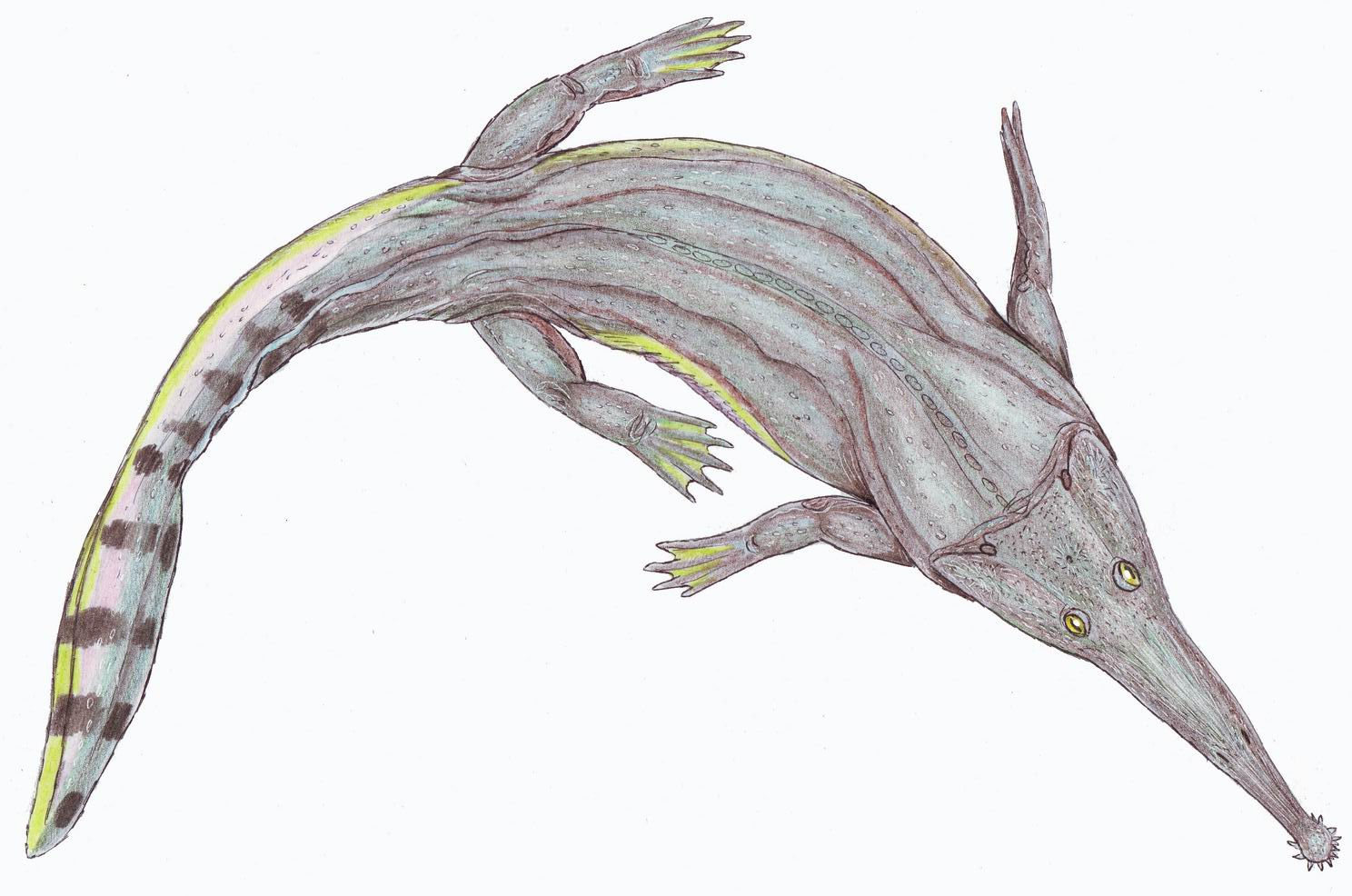
Ricostruzione di Platyoposaurus watsoni

## Classificazione
Platyoposaurus è un rappresentante degli archegosauridi, un gruppo di anfibi temnospondili sviluppatisi nel Permiano, caratterizzati da un lungo muso e da corpi estremamente adattati alla vita acquatica. In particolare, Platyoposaurus era un genere derivato, assai simile al gigantesco Prionosuchus del Sudamerica. 
Platyoposaurus è stato descritto per la prima volta nel 1884 da Trautschold, sulla base di fossili ritrovati nella zona di Kirov. Lo studioso descrisse i resti sotto il nome di Platyops stuckenbergi; nel 1889, Richard B. Lydekker ridenominò il genere Platyoposaurus, poiché il nome Platyops era stato precedentemente utilizzato. Sono note altre specie di Platyoposaurus (P. rickardi, P. vjuschkovi, P. watsoni), tutte provenienti dal Permiano superiore della Russia e distinte per dettagli del cranio.